# Gouvernement Jebali
République tunisienne
Caïd Essebsi Larayedh
Le gouvernement Jebali est le gouvernement de la Tunisie entre le 24 décembre 2011 et le 13 mars 2013. Il succède à celui de Béji Caïd Essebsi après l'élection de l'Assemblée constituante du 23 octobre 2011.
À la suite du meurtre de Chokri Belaïd et à la tentative infructueuse de création d'un gouvernement de technocrates, n'ayant pas obtenu le soutien de son parti, Ennahdha, Jebali annonce sa démission le 19 février 2013. Ennahdha désigne alors Ali Larayedh, ministre de l'Intérieur, pour lui succéder comme chef du gouvernement, à la suite de quoi le président de la République, Moncef Marzouki, charge ce dernier de former un gouvernement dans un délai de quinze jours. Dans la soirée du 8 mars, il annonce la composition de son gouvernement, qui obtient la confiance de l'assemblée constituante puis est investi le 13 mars.
Outre le chef du gouvernement, il compte 26 ministres, quatre ministres délégués et onze secrétaires d'État.

## Composition
Après avoir été élu président de la République tunisienne, Moncef Marzouki nomme Hamadi Jebali, secrétaire général et numéro deux du mouvement Ennahdha, au poste de chef du gouvernement le 14 décembre 2011 et le charge de former un gouvernement.
La composition du cabinet est soumise au président Marzouki puis à l'Assemblée constituante le 22 décembre. Le 23, celle-ci accorde sa confiance au nouveau gouvernement par 154 voix pour, 38 contre et 11 abstentions. Le gouvernement prête serment devant le président Marzouki le lendemain ; celui-ci prête serment le lendemain du vote, la cérémonie de passation des pouvoirs entre Jebali et Béji Caïd Essebsi, Premier ministre sortant, ayant lieu au Dar El Bey, siège du Premier ministère, le 26, en présence des membres du gouvernement ainsi que de leurs prédécesseurs.

### Chef du gouvernement
| Image | Fonction             |  | Nom           | Parti    |
| ----- | -------------------- |  | ------------- | -------- |
|       | Chef du gouvernement |  | Hamadi Jebali | Ennahdha |

### Ministres
| Image | Portefeuille                                                                                |  | Nom                     | Parti        |
| ----- | ------------------------------------------------------------------------------------------- |  | ----------------------- | ------------ |
|       | Ministre de la Défense nationale                                                            |  | Abdelkrim Zbidi         | Indépendant  |
|       | Ministre de l'Intérieur                                                                     |  | Ali Larayedh            | Ennahdha     |
|       | Ministre des Affaires étrangères                                                            |  | Rafik Abdessalem        | Ennahdha     |
|       | Ministre de la Justice                                                                      |  | Noureddine Bhiri        | Ennahdha     |
|       | Ministre des Droits de l'homme et de la Justice transitoire et porte-parole du gouvernement |  | Samir Dilou             | Ennahdha     |
|       | Ministre des Affaires religieuses                                                           |  | Noureddine El Khademi   | Indépendant  |
|       | Ministre des Finances                                                                       |  | Houssine Dimassi        | Indépendant  |
|       | Ministre du Commerce et de l'Industrie                                                      |  | Mohamed Lamine Chakhari | Ennahdha     |
|       | Ministre du Tourisme                                                                        |  | Elyes Fakhfakh          | Ettakatol    |
|       | Ministre des Affaires sociales                                                              |  | Khalil Zaouia           | Ettakatol    |
|       | Ministre de l'Éducation                                                                     |  | Abdellatif Abid         | Ettakatol    |
|       | Ministre de la Santé                                                                        |  | Abdellatif Mekki        | Ennahdha     |
|       | Ministre de l'Investissement et de la Coopération internationale                            |  | Riadh Bettaieb          | Ennahdha     |
|       | Ministre de la Formation professionnelle et de l'Emploi                                     |  | Abdelwahab Maatar       | CPR          |
|       | Ministre du Transport                                                                       |  | Abdelkrim Harouni       | Ennahdha     |
|       | Ministre des Technologies de l'Information et des Communications                            |  | Mongi Marzouk           | Ennahdha     |
|       | Ministre de l'Équipement                                                                    |  | Mohamed Salmane         | Ennahdha     |
|       | Ministre du Développement régional et de la Planification                                   |  | Jameleddine Gharbi      | Ennahdha     |
|       | Ministre de la Jeunesse et des Sports                                                       |  | Tarak Dhiab             | Indépendant  |
|       | Ministre de la Culture                                                                      |  | Mehdi Mabrouk           | Indépendant  |
|       | Ministre des Affaires de la femme                                                           |  | Sihem Badi              | CPR          |
|       | Ministre de l'Enseignement supérieur et de la Recherche scientifique                        |  | Moncef Ben Salem        | Ennahdha     |
|       | Ministre des Domaines de l'État et des Affaires foncières                                   |  | Salim Ben Hamidane      | CPR          |
|       | Ministre de l'Agriculture                                                                   |  | Mohamed Ben Salem       | Ennahdha     |
|       | Ministre de l'Environnement                                                                 |  | Mémia El Benna          | Indépendante |

### Ministres auprès d'un ministre
| Image | Portefeuille                                                          | Ministère de rattachement  |  | Nom                  | Parti       |
| ----- | --------------------------------------------------------------------- | -------------------------- |  | -------------------- | ----------- |
|       | Ministre chargé des Affaires de malversation                          | Présidence du gouvernement |  | Abderrahmane Ladgham | Ettakatol   |
|       | Ministre chargé du Dossier économique                                 | Présidence du gouvernement |  | Ridha Saïdi          | Ennahdha    |
|       | Ministre chargé de la Réforme administrative                          | Présidence du gouvernement |  | Mohamed Abbou        | CPR         |
|       | Ministre chargé des Relations avec l'Assemblée nationale constituante | Présidence du gouvernement |  | Abderrazak Kilani    | Indépendant |
|       | Ministre chargé du Commerce et de l'Artisanat                         | Ministère du Commerce      |  | Béchir Zaâfouri      | Indépendant |

### Secrétaires d'État
| Image | Portefeuille                                                                                 | Ministère de rattachement                                         |  | Nom                       | Parti        |
| ----- | -------------------------------------------------------------------------------------------- | ----------------------------------------------------------------- |  | ------------------------- | ------------ |
|       | Secrétaire d'État chargé de la Réforme                                                       | Ministère de l'Intérieur                                          |  | Saïd Mechichi             | Ettakatol    |
|       | Secrétaire d'État chargé des Affaires africaines et arabes                                   | Ministère des Affaires étrangères                                 |  | Abdallah Triki            | Indépendant  |
|       | Secrétaire d'État chargé des Affaires de l'Amérique et de l'Asie                             | Ministère des Affaires étrangères                                 |  | Hédi Ben Abbès            | CPR          |
|       | Secrétaire d'État chargé des Affaires européennes                                            | Ministère des Affaires étrangères                                 |  | Touhami Abdouli           | Ettakatol    |
|       | Secrétaire d'État auprès du ministre des Finances                                            | Ministère des Finances                                            |  | Slim Besbes               | Indépendant  |
|       | Secrétaire d'État chargé de l'Immigration                                                    | Ministère des Affaires sociales                                   |  | Houcine Jaziri            | Ennahdha     |
|       | Secrétaire d'État auprès du ministre de l'Investissement et de la Coopération internationale | Ministère de l'Investissement et de la Coopération internationale |  | Aleya Bettaïb             | Indépendant  |
|       | Secrétaire d'État chargée de l'Habitat                                                       | Ministère de l'Équipement                                         |  | Chahida Ben Fraj Bouraoui | Indépendante |
|       | Secrétaire d'État auprès du ministre du Développement régional et de la Planification        | Ministère du Développement régional et de la Planification        |  | Lamine Doghri             | Indépendant  |
|       | Secrétaire d'État auprès du ministre de la Jeunesse et des Sports                            | Ministère de la Jeunesse et des Sports                            |  | Hichem Ben Jemaa          | CPR          |
|       | Secrétaire d'État auprès du ministre de l'Agriculture                                        | Ministère de l'Agriculture                                        |  | Habib Jemli               | Indépendant  |

## Féminisation du gouvernement
Le gouvernement compte trois femmes sur 42 membres : Mémia El Benna, ministre de l'Environnement, Sihem Badi, ministre des Affaires de la femme et Chahida Ben Fraj Bouraoui, secrétaire d'État à l'Habitat.

## Remaniements
Le 10 avril 2012, Mohamed Lamine Chakhari, ministre de l'Industrie et du Commerce, est nommé ministre de l'Industrie, son ministre Béchir Zaâfouri est nommé ministre du Commerce et de l'Artisanat ; la décision est rétroactive à partir du 16 février. Pendant le même mois, le secrétaire d’État auprès du ministre du Développement régional et de la Planification, Lamine Doghri, démissionne.
Le 30 juin, Mohamed Abbou annonce sa démission, justifiant sa décision par ses prérogatives limitées qui ne lui permettent pas, selon ses dires, d'exercer ses prérogatives. Houssine Dimassi démissionne à son tour le 27 juillet en raison de divergences avec le gouvernement en matière de politique économique, monétaire et sociale. Son secrétaire d'État Slim Besbes assure alors l'intérim jusqu'à la nomination d'Elyes Fakhfakh le 19 décembre.

## Politique

### Sécurité
Le 9 avril 2012, plusieurs milliers de personnes manifestent à l'occasion de la Fête des martyrs, malgré l'interdiction du ministère de l’Intérieur communiquée le 28 mars. Le jour même, alors que la manifestation commence sur l'avenue Habib-Bourguiba à Tunis, la police attaque les manifestants avec du gaz lacrymogène, alors que des « barbus » se mettent à les attaquer par des jets de pierres. Des journalistes, personnalités et hommes politiques sont présents, comme Hamma Hammami, Radhia Nasraoui, Khemaïs Ksila, Emna Menif, etc. La manifestation devient de plus en plus violente, alors que les forces de l'ordre et des milices extrémistes tentent de faire reculer les protestataires. Ces évènements déclenchent une vive réaction sur la scène politique : l'Assemblée constituante crée une commission d'enquête.
Le 14 septembre, des salafistes attaquent le siège de l'ambassade américaine et la prennent d'assaut, s'attaquant aux équipements, tout en retirant le drapeau américain pour hisser l'étendard noir des salafistes. Ils détruisent aussi l'école américaine tandis que des confrontations entre les forces de l'ordre et les salafistes ont lieu devant l'ambassade. Ce n'est que grâce à la garde spéciale de la présidence de la République que les dégâts sont limités. Ces affrontements font deux morts et 27 blessés. Le ministre de l'Intérieur déclare alors : « nous les attendions par devant, ils sont venus par derrière ». L'une des personnes impliquées dans ces attaques est Abou Iyadh, désormais recherché par les forces de l'ordre mais qui échappe à maintes reprises à celles-ci, notamment lors de sa fuite de la mosquée El Fath à Tunis.
Le 18 octobre, à la suite d'une manifestation violente déclenchée par des membres de la Ligue de protection de la révolution, le coordinateur de Nidaa Tounes à Tataouine, Lotfi Nagdh, est grièvement blessé avant de rendre l'âme, ce qui en fait le premier assassinat politique depuis la révolution. Khaled Tarrouche, porte-parole du ministère de l'Intérieur, annonce que le décès a été causé par une crise cardiaque, ce qui est contredit par l'autopsie qui prouve que Nagdh a été tué.
Le 26 novembre, les habitants du gouvernorat de Siliana protestent devant le siège du gouvernorat, réclamant notamment le développement de la région, de l'emploi et le départ du gouverneur Ahmed Zine Mahjoubi. Mais la manifestation dégénère rapidement pour se transformer en affrontements avec les forces de l'ordre, qui font d'abord une vingtaine de blessés, attaqués à la chevrotine. Le nombre se monte à 150 ou 220 blessés, suscitant de nombreuses réactions au sein de l'opposition et de la troïka. En signe de protestation, Siliana observe une grève générale et entame un début de marche vers la capitale pour réclamer la chute du gouvernement.
Le 6 février 2013, Chokri Belaïd, un opposant politique, est assassiné en quittant en voiture son domicile du quartier d'El Menzah VI,. Ce meurtre déclenche alors de nombreuses manifestations dans tout le pays. En signe de protestation contre cet assassinat, les bureaux d'Ennahdha à Sfax, Monastir, Béja, Gafsa et Gabès sont brûlés et saccagés, les manifestants demandant le départ du gouvernement ainsi que de la troïka, en dénonçant leur incompétence. Son frère accuse le parti au pouvoir, Ennahdha, d'avoir fomenté cet assassinat, vu que Belaïd parlait de violence politique et disait qu'il était menacé et sur écoute.

### Affaires étrangères
Lors de son premier voyage officiel à l'étranger, qui a lieu en Libye le 2 janvier 2012 pour y rencontrer Moustapha Abdel Jalil, Moncef Marzouki annonce qu'il est disposé à extrader Baghdadi Mahmoudi, dernier chef du gouvernement libyen arrêté dans le Sud tunisien après la chute de Mouammar Kadhafi, à la seule condition d'avoir des assurances qu'il bénéficierait d'un jugement équitable.
Marzouki prend, le 4 février 2012, la décision de renvoyer l'ambassadeur syrien à la suite des bombardements qui ont ciblé la ville de Homs, la veille de la célébration de la fête du Mouled, mettant ainsi fin aux relations diplomatiques avec ce pays. À la suite de cette décision, Jebali affirme le 5 la nécessité de renvoyer tous les ambassadeurs syriens pour protester contre la répression sanglante de la révolte, affirmant qu'il faut couper toute relation avec le régime de Bachar el-Assad. Marzouki entame une tournée maghrébine à partir du 8, se rendant d'abord au Maroc, où il séjourne trois jours et rencontre notamment le roi Mohammed VI, puis en Mauritanie et en Algérie. L'objectif est de relancer l'Union du Maghreb arabe.
Rafik Abdessalem annonce, le 12 lors de sa visite au Caire, la tenue à Tunis d'une conférence sur la Syrie destinée à trouver une solution à la répression de la révolution. Celle-ci se tient à Gammarth, le 24 et voit la participation de plusieurs pays, essayant de trouver un moyen et de sortir de cette crise que connait la Syrie. Le président Moncef Marzouki prononce un discours d'ouverture où il insiste sur la nécessité d'une solution politique pour la Syrie : il propose ainsi une immunité judiciaire pour Bachar el-Assad et son clan et un exil en Russie. Il refuse en outre une intervention militaire étrangère. Quant à Alain Juppé, il annonce un renforcement des sanctions pour faire plier le régime pendant que Hillary Clinton demande quant à elle la fermeture des ambassades et consulats en Syrie.
Le gouvernement doit également, trouver une solution pour les immigrés disparus en Italie. Le ministère des Affaires étrangères ainsi que le ministère de la Défense crée un comité spécialisé dans l'investigation sur place.
Le 24 juin, l'extradition de Baghdadi Mahmoudi se fait sur ordre du Premier ministre et sans l'autorisation de Marzouki, provoquant une crise entre les deux têtes de l'exécutif. Cette crise est un camouflet pour Marzouki, qui a fait savoir auparavant son « opposition de principe » à une extradition avant les élections libyennes, illustrant la faiblesse de ses prérogatives et lui valant sur les réseaux sociaux le surnom de tartour.

### Politique économique et sociale
L'emploi reste le plus grand échec du gouvernement : si les ministres de l'Emploi, Abdelwahab Maatar, et de l'Agriculture, Mohamed Ben Salem, annoncent la création de 120 000 postes durant l'année 2012, le chiffre est démenti par l'Institut national de la statistique qui annonce un total de 85 000 emplois créés tout au long de l'année, chiffre dû au retour de l'activité dans les usines fermées en 2011, à la suite de la révolution. Ce phénomène a vu la destruction d'un total de 130 000 emplois.
Dans ce contexte, la fonction publique est l'organisme qui recrute le plus, avec plus de 40 000 nouveaux fonctionnaires embauchés, la plupart des diplômés chômeurs. Malgré cela, le taux de chômage de cette catégorie reste le même que celui de 2011, plus de 33 %, et supérieur au niveau de 2010 qui s'élève à 23 %. Durant l'année 2012, le taux de chômage global dépasse les 17 %.
Quant à la croissance économique, elle est positive, aux alentours de 3,5 % en 2012, ce qui reste très insuffisant au regard du taux d'inflation qui atteint les 6 %. Par conséquent, les Tunisiens perdent du pouvoir d'achat.

### Justice
Le 24 août 2012, un mandat de dépôt est émis à l'encontre de Sami Fehri. D'après la chambre d'accusation de la cour d'appel de Tunis, il est accusé d'usage illicite des ressources de l'Établissement de la télévision tunisienne. Fehri affirme en direct sur Express FM qu'il a subi des pressions de la part du gouvernement, en particulier du ministre Lotfi Zitoun, pour suspendre la diffusion de l'émission La Logique politique. Ce dernier dément catégoriquement toute intervention au correspondant de Libération à Tunis. Fehri déclare vouloir se rendre en prison de son propre grès,, avant de réapparaître le 29 août dans une vidéo diffusée sur Internet où il indique qu'« il est sur la paille et sans le sou et a même dû demander de l'aide à ses amis pour nourrir et subvenir aux besoins de sa famille ». Selon son avocate, ce dernier se rend aux autorités le lendemain,. À la suite d'une ordonnance de la Cour de cassation, prise le 28 novembre 2012, le producteur reste en prison, le ministère de la Justice expliquant que la cassation n'a pas concerné le mandat de dépôt.
Le ministre de la Justice, Noureddine Bhiri, fait l'objet de critiques pour avoir pris la tête du Conseil supérieur de la magistrature, suscitant de nombreuses réactions au sein de membres de l’Association tunisienne des magistrats qui s'opposent à cette décision pouvant nuire selon eux à l'indépendance de la justice.

### Éducation
- Fuite des examens du baccalauréat
- Monopolisation d'établissements scolaires par des groupes de salafistes djihadistes
- Affaire du Harlem shake

## Démission du gouvernement
Le 6 février 2013, jour de l'assassinat de l'opposant Chokri Belaïd, Jebali annonce le remplacement de son gouvernement par un cabinet de technocrates, ainsi que le déroulement d'élections le plus vite possible. Le lendemain, son propre parti, Ennahdha, refuse le gouvernement de technocrates,.
Après plusieurs jours de concertations, le chef du gouvernement finit par remettre sa démission ainsi que celle de son gouvernement à Moncef Marzouki le 19 février. Ce dernier nomme alors le ministre de l'Intérieur, Ali Larayedh, pour lui succéder.